# Henry Curtis Beardslee
Henry Curtis Beardslee (28 de septiembre de 1865 - 1 de enero de 1948) fue un botánico y micólogo estadounidense. Publicó varias obras con William Chambers Coker, e hizo gran cantidad de trabajo en la Florida con Gertrude Simmons Burlingham después de que ambos se retiraron allí.
En 1883, se graduó por la Painesville High School, en Painesville (Ohio). Se graduó de la Universidad Occidental de la Reserva en 1889. Fue un instructor en la Escuela de Asheville para niños.
El padre de Beardslee, también llamado Henry Curtis Beardslee (1807-1884), fue también un botánico.

## Obra

### Especies
Esta es una lista de especies de la que Beardslee fue el autor, o coautor con Gertrude Simmons Burlingham (Burl.).
- Amanita cylindrispora Beardslee 1936
- Amanita mutabilis Beardslee 1919
- Boletus betula Beardslee 1902
- Boletus carolinensis Beardslee
- Boletus rubinellus Beardslee
- Cortinarius robustus Beardslee
- Lactarius cognoscibilis Beardslee & Burl. 1940
- Lactarius floridanus Beardslee & Burl. 1940
- Lactarius imperceptus Beardslee & Burl. 1940
- Lactarius limacinus Beardslee & Burl. 1940
- Lactarius paradoxus Beardslee & Burl. 1940
- Lactarius proximellus Beardslee & Burl. 1940
- Lactarius pseudodeliciosus Beardslee & Burl. 1940
- Lepiota caerulea Beardslee
- Lepiota floccosa Beardslee
- Lepiota parva Beardslee
- Mycena anomala Beardslee 1924
- Mycena glutinosa Beardslee 1934
- Russula admirabilis]] Beardslee & Burl. 1939
- Russula cinerascens Beardslee 1918
- Russula flava Beardslee
- Russula heterospora Beardslee 1934
- Russula magna Beardslee 1918
- Russula pungens Beardslee 1918
- Russula rubescens Beardslee 1914
- Volvaria]] cinerea Beardslee 1915

## Honores

### Eponimia
- Exidia beardsleei Lloyd, 1920

- Lactarius beardsleei Burl. 1945

- Mycena beardsleeana Singer, 1943

- Polyporus beardsleei Lloyd, 1924 sin. Laetiporus persicinus (Berk. & M.A.Curtis) Gilb. 1981

- La abreviatura «Beardslee» se emplea para indicar a Henry Curtis Beardslee como autoridad en la descripción y clasificación científica de los vegetales.[2]